# Roni Bar-On
Roni Bar-On (hebrejsky: רוני בר-און, narozen 2. června 1948) je izraelský politik a právník. V minulosti byl poslancem Knesetu za strany Kadima a Likud, a zastával četné ministerské posty, mezi něž patřil ministr financí, ministr národní infrastruktury, ministr vnitra a ministr vědy a technologie.

## Biografie
Bar-On se narodil v Tel Avivu krátce pro vyhlášení izraelské nezávislosti v roce 1948. Po absolvování povinné vojenské služby u Izraelských obranných sil, kde dosáhl až na hodnost podplukovníka, vystudoval právo na Hebrejské univerzitě v Jeruzalémě. Jako právník se stal soudcem vojenského odvolacího soudu na Západním břehu Jordánu.
V roce 1997 byl jmenován generálním prokurátorem, ale v důsledku těžké kritiky spojené se skandálem v Hebronu odstoupil. Tento skandál zahrnoval obviněním proti státním představitelům, kteří doporučili Bar-Ona na tuto pozici v rámci zákulisních politických dohod.
Před politickou kariérou Bar-On sloužil mimo jiné jako předseda Rady pro organizaci hazardních her (1998–2001), člen ústředního výboru izraelské advokátní komory (1995–2003), člen jeruzalémského regionálního výboru izraelské advokátní komory, dále pak jako člen rady pro správní soudy, poradní komise pro správu vládních společností a komise pro veřejné obhájce. Mimo to byl Bar-On také předseda výboru FC Bejtar Jeruzalém a předsedou výboru Izraelské fotbalové asociace.
Je ženatý a má tři děti.

### Politika
Do světa politiky vstoupil, když byl ve volbách do Knesetu v roce 2003 zvolen poslancem za stranu Likud. Zastával funkci předsedy komise pro bydlení a byl rovněž členem komise pro ústavu právo a spravedlnost, komise pro státní kontrolu a náhradním členem komise pro zahraniční záležitosti. Mimo to byl členem komise pro obranu a parlamentní vyšetřovací komise pro násilí ve sportu, členem environmentální lobby a členem parlamentní vyšetřovací komise pro rozkrývání korupce ve vládním systému.
Když Ariel Šaron v roce 2005 opustil Likud, aby založil stranu Kadima, byl Bar-On jedním z jeho následovníků a byl jmenován ministrem národní infrastruktury a ministrem vědy a technologie na poslední tři měsíce funkčního období Knesetu.
Po volbách v roce 2006 jej Ehud Olmert jmenoval ministrem pro vnitřní záležitosti. Byl rovněž zvažován na post ministra spravedlnosti poté, co byl Chajim Ramon obviněn ze sexuálního obtěžování, ale svou kandidaturu na tento post nakonec 4. února 2007 stáhl. V rámci vládních změn v červenci 2007 byl jmenován ministrem financí navzdory tomu, že neměl žádné ekonomické zkušenosti.
Ve volbách v roce 2009 si udržel svůj poslanecký mandát, jelikož se mu podařilo získat páté místo na kandidátní listině Kadimy, avšak přišel o svou ministerskou funkci, kvůli vítězství Likudu ve volbách.